# Episodi di Squidbillies (dodicesima stagione)
La dodicesima stagione della serie animata Squidbillies, viene trasmessa negli Stati Uniti, da Adult Swim, dal 12 agosto 2019.
In Italia la stagione è inedita.
| nº | Codice di produzione | Titolo originale                                                 | Prima TV USA      |
| -- | -------------------- | ---------------------------------------------------------------- | ----------------- |
| 1  | 1201                 | Forever Autumn                                                   | 12 agosto 2019    |
| 2  | 1202                 | Galvin                                                           | 12 agosto 2019    |
| 3  | 1203                 | Muscadine Wine                                                   | 19 agosto 2019    |
| 3  | 1204                 | Muscadine Wine                                                   | 19 agosto 2019    |
| 4  | 1205                 | The Reenactment of the Repulsion of the Siege of Cuyler Mountain | 26 agosto 2019    |
| 5  | 1206                 | Rich Dan, Poor Dan                                               | 26 agosto 2019    |
| 6  | 1207                 | Cooler-Heads Prevail                                             | 9 settembre 2019  |
| 7  | 1208                 | Blue Lives Battered                                              | 9 settembre 2019  |
| 8  | 1209                 | There's Sucker Porn Every Minute                                 | 16 settembre 2019 |
| 9  | 1210                 | Events by Russell                                                | 16 settembre 2019 |

## Forever Autumn
- Diretto da: Jim Fortier e Dave Willis
- Scritto da: Jim Fortier, Alan Steadman e Dave Willis

### Trama
Dan Halen vuole abbellire Dougal County nel tentativo di attirare più turisti. Per fare ciò, Dan assume un servizio che scarica sostanze chimiche in modo tale da far sembrare che sia sempre autunno, il che dovrebbe attirare gli abitanti della città. Inizialmente il suo piano funziona e la famiglia Cuyler è dappertutto nel tentativo di realizzare un profitto. Tuttavia le sostanze chimiche utilizzate per trasformare gli alberi sono in realtà velenose, uccidendo così tutta la fauna selvatica e trasformando gli alberi in Ent suicidi. Alcuni Ent prendono il controllo della città e costringono Halen ad aprire un "museo del sugo" in modo tale che le persone vengano in città per generare un profitto e saziare gli alberi più piccoli.
- Altri interpreti: Shawn Coleman, Alan Steadman, Tim Andrews, Kristie McDevitt, Sarah McDevitt, Cameron McDevitt, Aaron Miller, Jody Beth Miller, Stephanie Swain, Quinn Zern.
- Ascolti USA: telespettatori 548.000 – rating/share 18-49 anni.[3]
- Sigla: Shannon Shaw e Dan Auerbach[4][5][6]

## Galvin
- Diretto da: Jim Fortier e Dave Willis
- Scritto da: Jim Fortier, Alan Steadman e Dave Willis

### Trama
Galvin è un accoglitore di Pall Mart (parodia di Walmart) che incontra e si fidanza con Granny. Il cambiamento nella vita di Granny è molto necessario, tanto da arrivare al punto di stare meglio di tutto il resto della famiglia. Tuttavia questo porta Early a ingelosirsi, il quale tenta di avvelenare Galvin.
- Guest star: Billy Wayne Davis (Bobby), Phil Hendrie (Galvin).
- Ascolti USA: telespettatori 482.000 – rating/share 18-49 anni.[3]
- Sigla: Preservation Hall Jazz Band[6][7][8]

## Muscadine Wine

Early insieme ad altri cantanti di musica country

- Diretto da: Jim Fortier e Dave Willis
- Scritto da: Jim Fortier, Alan Steadman e Dave Willis

### Trama
Early e Tammi creano un duetto musicale chiamato "Muscadine Wine". Early considera questa come un'opportunità di fare soldi. Apparentemente, dopo qualche "concerto", i due si fanno strada in una performance in una nave da crociera. Nella nave sono presenti molte star della musica country, tuttavia Early impazzisce e ricorre quasi a prendere in ostaggio una persona, scappando audacemente nelle insidiose acque sottostanti.
- Guest star: Elizabeth Cook (Tammi), Ray Wylie Hubbard (se stesso), Shooter Jennings (se stesso), Nikki Lane (se stessa), Mojo Nixon (se stesso), Roger Alan Wade (se stesso), Lucinda Williams (se stessa).
- Ascolti USA: telespettatori 568.000 – rating/share 18-49 anni.[9]
- Sigla: Ray Wylie Hubbard[6][10][11]

## The Reenactment of the Repulsion of the Siege of Cuyler Mountain
- Diretto da: Jim Fortier e Dave Willis
- Scritto da: Jim Fortier, Alan Steadman e Dave Willis

### Trama
Il The Siege of Cuyler Mountain è una battaglia della guerra civile che ha avuto luogo a Dougal County, in cui uno dei parenti di Early ha difeso la montagna su cui vivevano i Cuyler con una sola palla di cannone. Per verificarlo, Sheriff presenta Early al suo amico co-conduttore di podcast Ollie che gestisce anche un'antica attività di valutazione. Il ragazzo è a conoscenza di tutta la storia locale e accetta di rievocare la scena dopo aver acquistato la palla di cannone da Early per ben $ 50. Sfortunatamente, la performance non va come previsto e Ollie finisce per essere ucciso nel processo.
- Ascolti USA: telespettatori 584.000 – rating/share 18-49 anni.[12]
- Sigla: Tony Tidwell[6][13]

## Rich Dan, Poor Dan
- Diretto da: Jim Fortier e Dave Willis
- Scritto da: Jim Fortier, Alan Steadman e Dave Willis

### Trama
Dopo il fallimento degli affari di Dan, i suoi averi vengono riacquisiti dalla banca e tramite Early cerca di rifare business. Dan affitta quindi tutto il terreno di Early per posizionare dei pannelli solari.
- Guest star: Blondie Strange (se stessa).
- Ascolti USA: telespettatori 502.000 – rating/share 18-49 anni.[12]
- Sigla: Jason D. Williams[6][14]

## Cooler-Heads Prevail
- Diretto da: Jim Fortier e Dave Willis
- Scritto da: Jim Fortier, Alan Steadman e Dave Willis

### Trama
Early compra un nuovo refrigeratore chiamato Sasquatch, che rende le bevande fredde ma a spese dell'ambiente poiché per funzionare deve bruciare molti combustibili fossili. Invece di ottenere il nuovo modello aggiornato che è efficiente dal punto di vista energetico, Early brucia la foresta circostante rimasta viva solo poiché la famiglia Cuyler è stata in grado di rifugiarsi all'interno del dispositivo di raffreddamento per protezione.
- Guest star: Jason Isbell (Kyle Nubbins),
- Altri interpreti: Shawn Coleman, Billy Wayne Davis (Bobby), Joe Randazzo (venditore), Laurie Winkel (Sasquatch).
- Ascolti USA: telespettatori 605.000 – rating/share 18-49 anni.[15]
- Sigla: Clutch[6][16]

## Blue Lives Battered
- Diretto da: Jim Fortier e Dave Willis
- Scritto da: Jim Fortier, Alan Steadman e Dave Willis

### Trama
Lo sceriffo e Denny hanno un piccolo battibecco su come ottenere il maggior traffico di video pubblicati sulla loro rete di streaming video preferita. L'unico video di successo che ha pubblicato è stato quello in cui Early cerca di scappare dallo sceriffo finendo in un grave incidente. Il video diventa virale, il che rende Early uno dei più famosi guidatori della zona. Il video diventa un punto di contesa tra i due. Denny minaccia di sporgere denuncia nei confronti di Early, quindi quest'ultimo parla con lo sceriffo di persona.
- Guest star: Elizabeth Cook (Tammi), Laurie Winkel (infermiera).
- Ascolti USA: telespettatori 539.000 – rating/share 18-49 anni.[15]
- Sigla: John Hiatt[6]

## There's Sucker Porn Every Minute
- Diretto da: Jim Fortier e Dave Willis
- Scritto da: Jim Fortier, Alan Steadman e Dave Willis

### Trama
Krystal diventa una porno star e vuole che Early sia il co-protagonista di un suo film. All'inizio, non sicuro della cosa, va a guardare i guadagni finanziari che si possono ottenere e Early decide di fare da solo. I vantaggi includono denaro, fama su Internet e regali da parte dei fan. Dopo i primi film, Early scopre che gli unici suoi fan sono Boyd e i membri della chiesa che decidono di andare al motel in cui sono stati girati per protestare. Rusty cerca quindi di far ragionare il padre per fargli abbandonare il mondo del porno.
- Guest star: Jason Isbell (Kyle Nubbins), Lance Krall (giapponese).
- Ascolti USA: telespettatori 579.000 – rating/share 18-49 anni.[17]
- Sigla: Shooter Jennings[6][18]

## Events by Russell
- Diretto da: Jim Fortier e Dave Willis
- Scritto da: Jim Fortier, Alan Steadman e Dave Willis

### Trama
Rusty ha un'attività redditizia al bar in corso dove organizza feste e Early vorrebbe fare il DJ. Rusty, pensando che lo potrebbe rovinare, non vuole avere niente a che fare col padre, tuttavia, dopo essere stato convinto da Granny, i due entrano in affari insieme. Dopo una rapida divisione, Early cerca di avviare un'attività in proprio che termina in un disastro e rovina il lavoro di Rusty nel processo. I due entrano quindi in una rissa.
- Altri interpreti: Shawn Coleman.
- Ascolti USA: telespettatori 519.000 – rating/share 18-49 anni.[17]
- Sigla: The Hold Steady[6][19]